# Gran Premio Capodarco 2008
Il Gran Premio Capodarco 2008, trentasettesima edizione della corsa e valida come evento dell'UCI Europe Tour 2008 categoria 1.2, si svolse il 16 agosto 2008 su un percorso di 180 km. Fu vinto dal britannico Peter Kennaugh che terminò la gara in 4h23'34", alla media di 40,976 km/h.
Al traguardo 86 ciclisti portarono a termine il percorso.

## Ordine d'arrivo (Top 10)
| Pos. | Corridore           | Squadra         | Tempo    |
| ---- | ------------------- | --------------- | -------- |
| 1    | Peter Kennaugh      | Gran Bretagna   | 4h23'34" |
| 2    | Simon Clarke        | Australia       | a 19"    |
| 3    | Dmitrij Sokolov     | Russia          | a 38"    |
| 4    | Jarosław Marycz     | Team FidiBC.com | a 1'11"  |
| 5    | Pavel Kočetkov      | Russia          | a 1'17"  |
| 6    | Aleksandr D'jačenko | Kazakistan      | s.t.     |
| 7    | Enrico Zen          | Filmop-Bottoli  | a 1'24"  |
| 8    | Paolo Centra        | Futura Team     | s.t.     |
| 9    | Gianluca Brambilla  | Zalf-Désirée    | s.t.     |
| 10   | Julián Arredondo    | Massi Team      | s.t.     |